# فهرست بالگردسازان جهان
سازندگان هواگردهای بالگردان به دو گروه تقسیم می‌شوند:
- شرکتهای طراح بالگرد و شرکتهای مهندسی و طراحی معکوس که قطعات را طراحی کرده‌اند.
- شرکتهای تولید کننده تحت لیسانس شرکت اصلی که خط تولید توسط شرکت اصلی برای آنها راه‌اندازی شده است.

برای نمونه شرکت سامانه‌های بالگردی بوئینگ یک تولید‌کننده است و صنایع سنگین کاوازاکی که هیچ دانشی در زمینه بالگردسازی نداشت، خط تولید را تحت لیسانس آمریکا راه‌اندازی کرده است.
در فهرست زیر، تنها نام بالگردسازان معروف جهان که مخترع و سازنده اصلی هستند نگاشته شده است و نام شرکتهای تحت لیسانس آورده نمی‌شود.

## شرکتهای بالگردسازی جهان
- آئروسپاسیال
- ام‌دی هلیکاپترز
- انستروم
- ایرباس هلیکاپترز (یوروکاپتر سابق)
- بالگردسازی میل
- برنتلی اینترنشنال
- بل هلیکاپتر
- پیاسکی هلیکاپتر
- رابینسون هلیکاپتر
- روتوروی هلیکاپتر
- سامانه‌های بالگردی بوئینگ
- سیکورسکی
- کاموف
- گیمبال هلیکاپترز
- لئوناردو اس.پی.ای. (آگوستاوستلند سابق)
- هواگردسازی بنسن
- هواگردسازی پیت‌کیرن
- هواگردسازی سییروا
- هواگردسازی شوایتزر
- هواگردسازی کامان
- هواگردسازی هیلر
- هیوز هلیکاپترز
- بالگرد سازی هسا